# Xaviera Jessurun
Xaviera Jessurun is een Surinaams activiste. Ze is een woordvoerder voor de Next Generation Movement.

## Biografie

### Para Junior League
Jessurun was rond de eerste helft van de jaren 2010 betrokken bij de Para Junior League (PJL) en manager van het Clarence Seedorf Stadion. Voetbalinternational Seedorf stak in deze tijd veel geld en energie in het Surinaamse voetbal om het naar een hoger niveau te tillen.

### The Next Generation
Ze had een eigen bedrijf dat strandde in de economische crisis in 2016. Ze had hierdoor tijd over en die besteedde ze aan het lezen van stukken, zoals de staatsbegroting, verkiezingsprogramma's, wetgeving en internationale verdragen. Ondertussen formeerde ze met negen andere kernleden The Next Generation. Dit is een groep op Facebook die strijdt voor "onze in de grondwet verankerde rechten." Ze treedt vaak op als woordvoerder, al ziet ze zich niet als de leider. "Mijn stem is evenveel waard als die van de negen andere kernleden ... maar iemand moet het woord naar buiten brengen," aldus Jessurun.

### Protesten

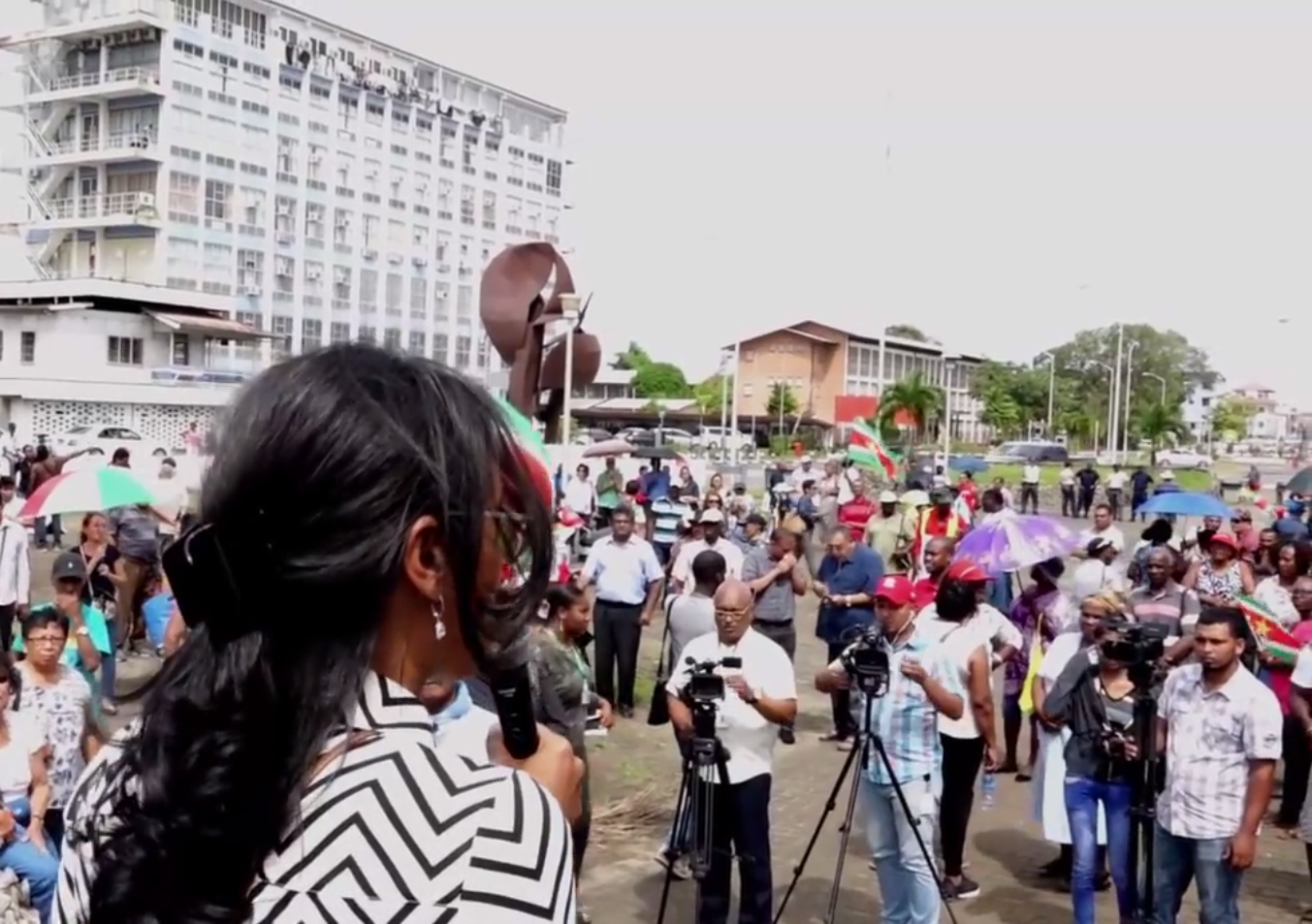
Toespraak van Jessurun, 2018

Op 25 november 2016 organiseerde Jessurun met The Next Generation hun eerste anti-regeringsprotest. Vanaf 3 april 2017 mobiliseerden enkele vakbonden en een ondernemersbond zich voor een serie protesten, waar vier dagen later meerdere groeperingen en activisten zich bij aansloten. Ook Jessurun en The Next Generation sloten zich aan, evenals leden van Wij Zijn Moe(dig) en Maisha Neus. Jessurun was er ook tijdens vervolgprotesten bij, waaronder de vijfde protestdag bij Theater Unique, waar hardhandig werd opgetreden door de politie en de Mobiele Eenheid en enkele leiders werden opgepakt.
Begin 2018 besloten verschillende activisten hun heil te zoeken in de politiek en zich voor te bereiden op de verkiezingen van 2020. Neus richtte voor dit doel STREI! op en een aantal leden van Wij Zijn Moe(dig) de Partij voor Recht en Ontwikkeling (PRO). Jessurun besloot de afslag naar de politiek niet te maken en het protest op straat en het internet voort te zetten. Tijdens de verkiezingen voerde ze campagne met de leus "Stem SLIM", waarmee ze afraadde op kleine, mogelijk kansloze partijen te stemmen. Ze wilde daarmee voorkomen dat dan stemmen verloren konden gaan en aan de NDP konden toevallen.

### SLM
Sinds januari 2022 is Jessurun president-commissaris van de Surinaamse Luchtvaart Maatschappij (SLM). Vanaf medio 2023 tot 2025 was zij adviseur van minister Albert Ramdin van ministerie van Buitenlandse Zaken, Internationale Business en Internationale Samenwerking.
Sinds het aantreden van Ramdin als secretaris-generaal van de Organisatie van Amerikaanse Staten (OAS) is zij opnieuw diens adviseur in Washington D.C.